# Cyrtandra natewaensis
Cyrtandra natewaensis är en tvåhjärtbladig växtart som beskrevs av Margaret Clark Gillett. Cyrtandra natewaensis ingår i släktet Cyrtandra och familjen Gesneriaceae. Inga underarter finns listade i Catalogue of Life.